# Ресторация (право)
Рестора́ция (лат. restitutio in pristinum) — один из двух видов (наряду с restitutio in integrum) реституции как формы международной ответственности, представляющий собой восстановление нематериальных прав. 
Ресторация осуществляется в том случае, когда нарушены нематериальные права государства, тем самым представляя собой реституцию правонарушителем нематериального положения государства и взятие им ответственности за все неблагоприятные последствия.

## Взаимосвязь с другими видами международно-правовой ответственности
Хотя ресторация является подвидом реституции, которая относится к форме материальной ответственности, сама она по своей природе является формой нематериальной ответственности.
В отличие от сатисфакции, выражаемой в возмещении морального вреда, ресторация заключается в принятии конкретных действий, направленных на отмену или прекращение противоправных действий и возврат к прежнему состоянию. Кроме того, в общем плане, целью сатисфакции является предупреждение нарушения норм международного права в будущем, когда как целью ресторации — ликвидация последствий правонарушения. Однако, ресторация может сопровождаться другими видами ответственности — компенсацией и сатисфакцией.

## Примеры
К примерам ресторации можно отнести:
- Прекращение незаконной оккупации территорий;
- Аннулирование законодательных, исполнительных, административных и судебных актов[5].